# Панів Андрій Степанович
Андрі́й Степа́нович Па́нів (літ. псевдоніми — А. Невіра, А. Селянин, Анд. та ін.; *30 вересня 1899, с. Проруб Харківська губернія (тепер у складі м. Білопілля) — † 3 листопада 1937, Сандармох, Карелія) — український поет, журналіст, перекладач. Один з лідерів літературного об'єднання «Плуг». Автор підручників для початкових класів середніх шкіл.
Жертва сталінських репресій.

## Молоді літа

Андрій Панів під час навчання

Народився в сім'ї волосного писаря. Початкову освіту здобув у земських школах сіл Ворожба і Коров'яківка (Рильський повіт Курської губернії, раніше — Тьоткінська сотня Сумського полку Слобідської України). 1918 закінчив Курську вчительську семінарію. Працював спостерігачем у Курській метеорологічній обсерваторії, вчителював у сільській та в залізничних школах на станціях Лиман, Ізюм Північно-Донецької залізниці.
1921—1925 навчався у Харківському інституті народної освіти (ІНО). Членом жодної політичної партії не був, але поділяв соціальні погляди боротьбистів.

## Письменництво

Закінчивши навчання, працював у редакціях газети «Селянська правда», журналів «Сільськогосподарський пролетар», «Плуг», «Трактор», у кооперативному видавництві «Плужанин», викладачем ІНО, науковим співробітником Інституту ім. Тараса Шевченка. На цей час припадають і його перші літературні проби пера.
Вірші, новели, літературно-критичні статті друкував у газетах «Селянська правда», «Вісті ВУЦВК», «Культура і побут», «Комуніст», журналах «Плуг», «Плужанин», «Шляхи мистецтва», «Комунарка України», «Сільськогосподарський пролетар», «Сількор України», «Всесвіт» та ін. Окремими виданнями вийшли друком поетичні збірки «Вечірні тіні» (1927), «Без межі» (1933), книжечка для дітей «Як звірі хату будували» (1925), збірки ліричних новел «Село» (1925), «Христя» (1928), кілька популярних підручників для дитячих установ.
Незмінно був відповідальним секретарем літературної організації «Плуг».

Автор пісні про 1933 рік «Пісня шіснадцятого», про шістнадцятий рік революції. («Червоний шлях», 1933, № 8, с. 8-9).:
Урожай новий зародить
Усуспільнена земля.
Лави велетнів-заводів
Жовтню рапортом гримлять.

## Арешт і страта
Після вбивства в Ленінграді ватажка місцевих комуністів Сергія Кірова, Панів звинувачений у причетності до терористичних груп, що «ставили за мету організацію замахів на керівників партії та уряду». Арешт і трус у квартирі в будинку «Слово» проведено вночі проти 6 грудня 1934.
За встановлені Указом ЦВК СРСР десять днів закінчити слідство в справі Паніва не вдалося, тому 17 грудня УДБ клопотало про продовження строків слідства. Допити влаштовував начальник 2-го відділення секретно-політичного відділу Лисицький — у присутності військового прокурора Сафронова. Через 12 діб безперервних тортур Панів змушений був «визнати» приналежність до контрреволюційної організації, проте заперечував участь у підготовці терактів. Лише під тиском військового прокурора Українського військового округу Перфільєва 19 січня 1935 визнав себе винним, бо, мовляв, «носив камінь за пазухою проти вождів партії».
На закритому засіданні виїзної сесії Військової колегії Верховного Суду СРСР 28 березня 1935 Андрію Паніву ухвалено вирок: позбавлення волі на 10 років з конфіскацією приналежного йому майна (за статтею 54/8 та 11 КК УСРР). Покарання відбував у концтаборі СЛОН — на Соловецьких островах у Білому морі.
Проте через кілька років «трійка» НКВД по Ленінградській області 9 жовтня 1937 ухвалила рішення у сфабрикованій справі № 103010-37 р. «на 134 особи українських буржуазних націоналістів». У списку був і Панів. Його, разом з іншими ув'язненими українськими поетами та діячами культури, що перебували тоді в Соловецькій тюрмі особливого призначення, засудили до розстрілу. Підстава — довідка оперативної частини Соловецької тюрми: «залишаючись на попередніх к.-р. позиціях, продовжуючи контрреволюційно-розвідницьку шпигунську, терористичну діяльність, [вони] створили організацію „Всеукраїнський центральний блок“».
Розстріляний в урочищі Сандармох 3 листопада 1937 року.
Військова колегія Верховного Суду СРСР 4 серпня 1956 року обидва вироки щодо Андрія Паніва скасувала і справу припинила через відсутність складу злочину. Реабілітований посмертно.

## Пам'ять
На місці масових розстрілів у Карелії, де 1997 року створено меморіал «Сандармох», 2004 року збудовано коштом світового українства гранітний пам'ятник — Козацький хрест «Убієнним синам України».